# Karcag–Tiszafüred-vasútvonal
A Karcag–Tiszafüred-vasútvonal a MÁV 103-as számú, egyvágányú, nem villamosított mellékvonala a Nagykunság keleti szélén. Karcagnál a Budapest–Záhony-vasútvonalból ágazik ki, majd észak-északnyugati irányban haladva éri el Tiszafüredet, becsatlakozva a 108-as vonalba.
A Karcag–Tiszafüred-vasútvonal egyike a 2023-ban bezárt vasútvonalaknak.

## Történet
A helyiérdekű vasútvonalként épült 44 km hosszú vonalat 1896. május 17-én nyitották meg.

## Felépítmény
A jelenlegi pálya hagyományos, hevederes illesztésű, a 48 kg/fm rendszerű sínek geós sínleerősítéssel talpfákra vannak lekötve, az ágyazat zúzottkő. Helyenként szórványos talpfacsere történt vasbeton aljakra.

## Forgalom
A vasútvonalon a személyszállítás 2009. december 13-tól, a 2009/2010. évi menetrendváltástól kezdve szünetelt, de a forgalmat 2010. július 4-től újraindították.

### Utasforgalom
A Karcag–Tiszafüred-vasútvonalat igénybe vevő utasok számát az alábbi táblázat tartalmazza, nem számítva a jogszabály alapján díjmentesen utazókat (65 év felettiek, 6 év alattiak, határon túli magyarok, díjmentesen utazó diákcsoportok). Utasszámi források a MÁV közadat szolgáltatáson keresztül.
| Utasforgalma | Utasforgalma | Megjegyzés                                                                     | Utasszám változás | Kerékpárok száma |
| ------------ | ------------ | ------------------------------------------------------------------------------ | ----------------- | ---------------- |
| 2017-2018    | 19 125       | Napi 2 vonatpár                                                                | 0                 | ?                |
| 2018-2019    | 20 500       | Napi 2-3 vonatpár (főszezonban napota 3 vonat)                                 | +1375 fő          | ?                |
| 2019-2020    | 9110         | Napi 1-2 vonatpár (járványügyi menetrend miatt fél évig napi 1 pár vonat volt) | -11390 fő         | 271 db           |
| 2020-2021    | 11776        | Napi 2-4 vonatpár (előszezonban hétvégente, főszezonban naponta 4 pár vonat)   | +2666 fő          | 426 db           |
| 2021-2022    | Hamarosan    | Napi 2-4 vonatpár (előszezonban hétvégente, főszezonban naponta 4 pár vonat)   | Hamarosan         | Hamarosan        |

## Állomások képei

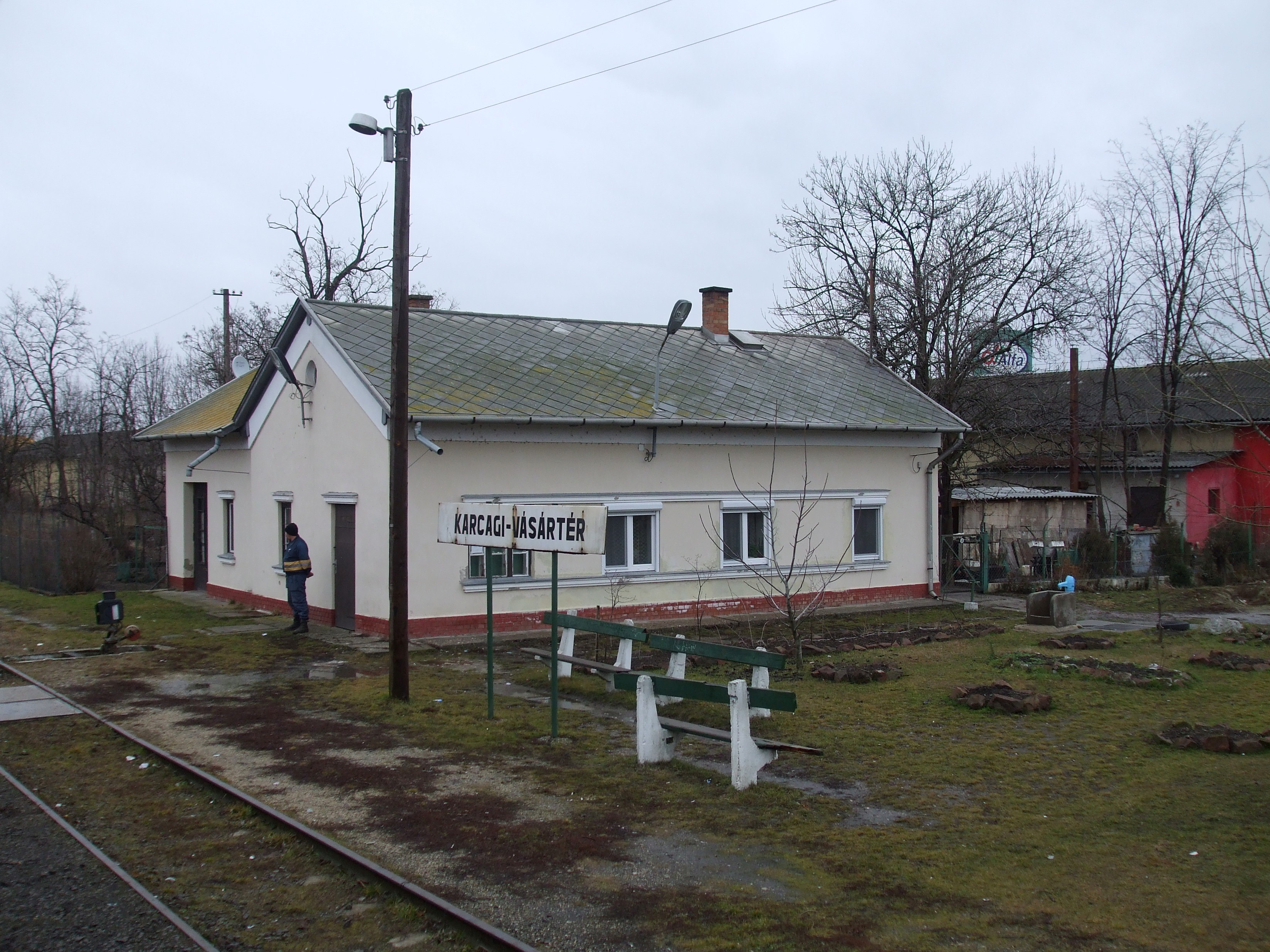
Karcagi Vásártér
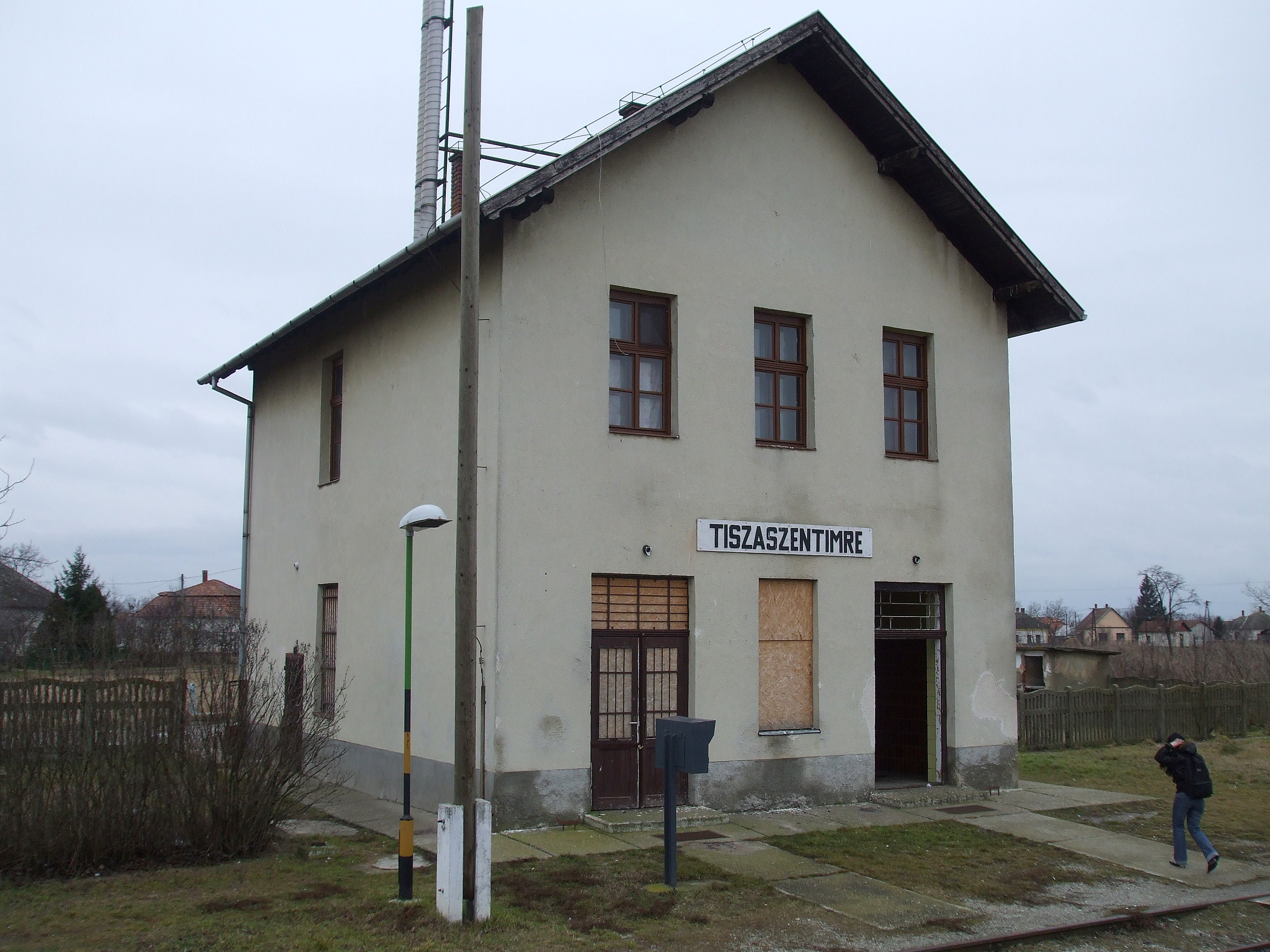
Tiszaszentimre
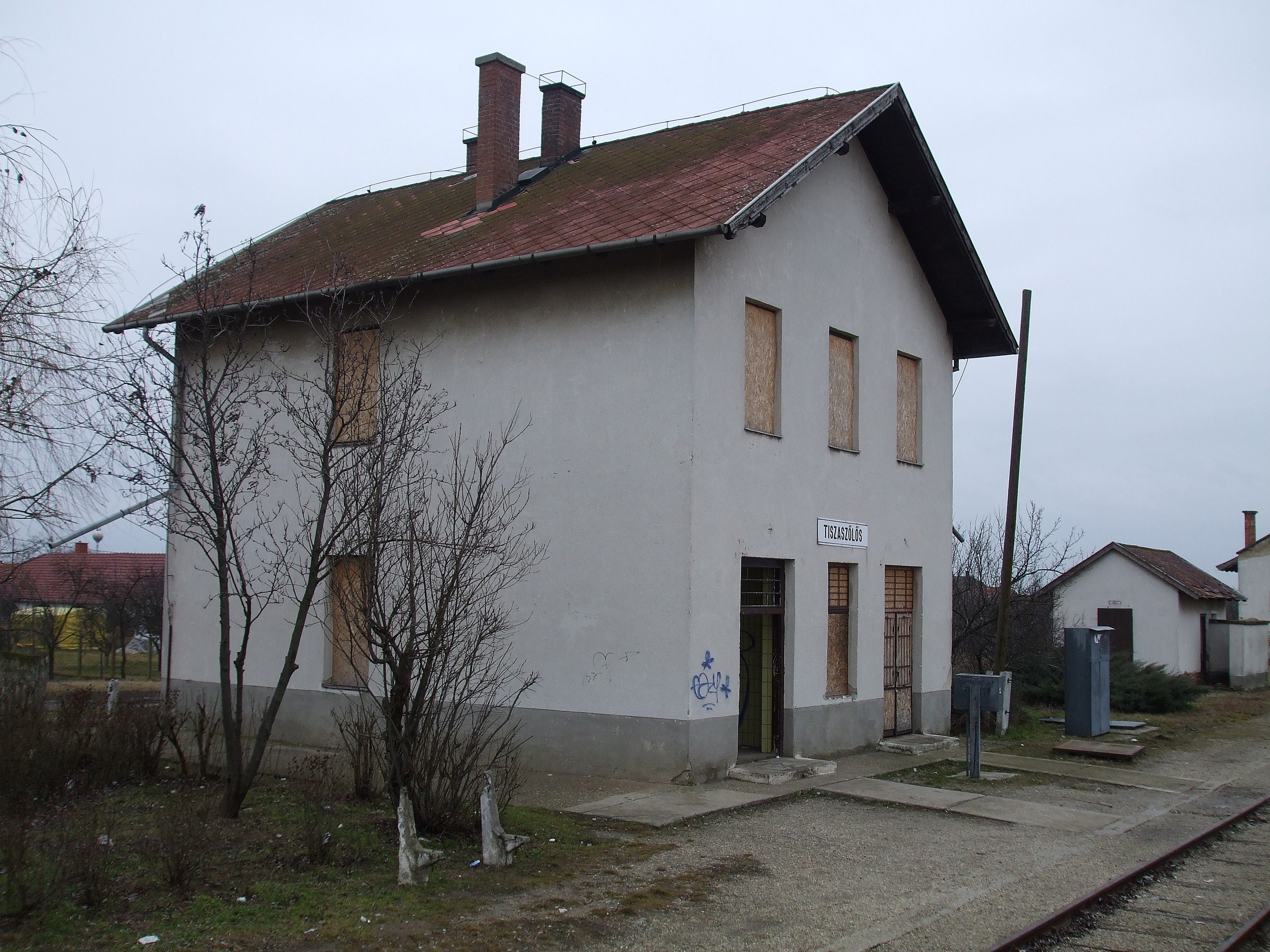
Tiszaszőlős
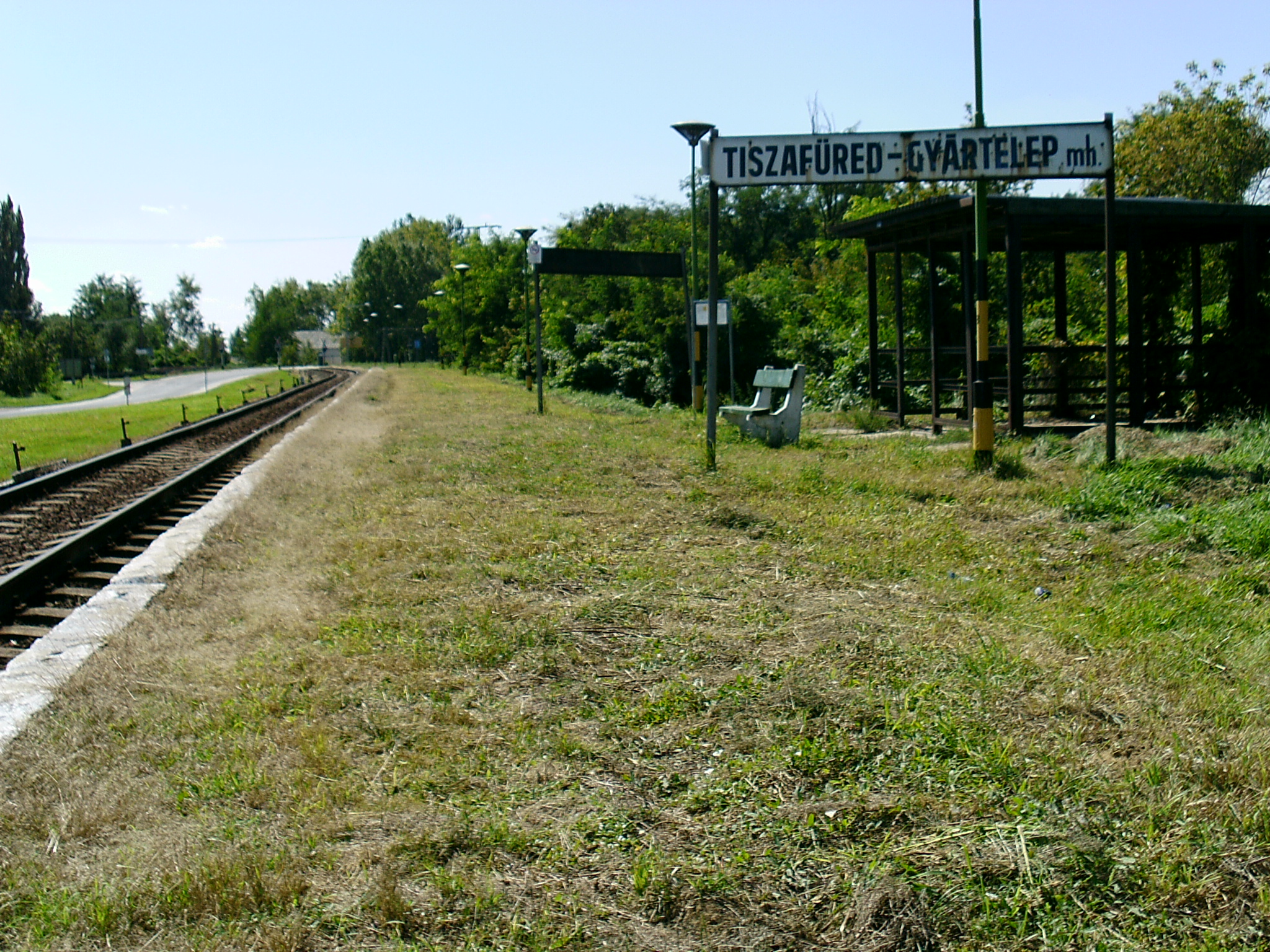
Tiszafüred-Gyártelep
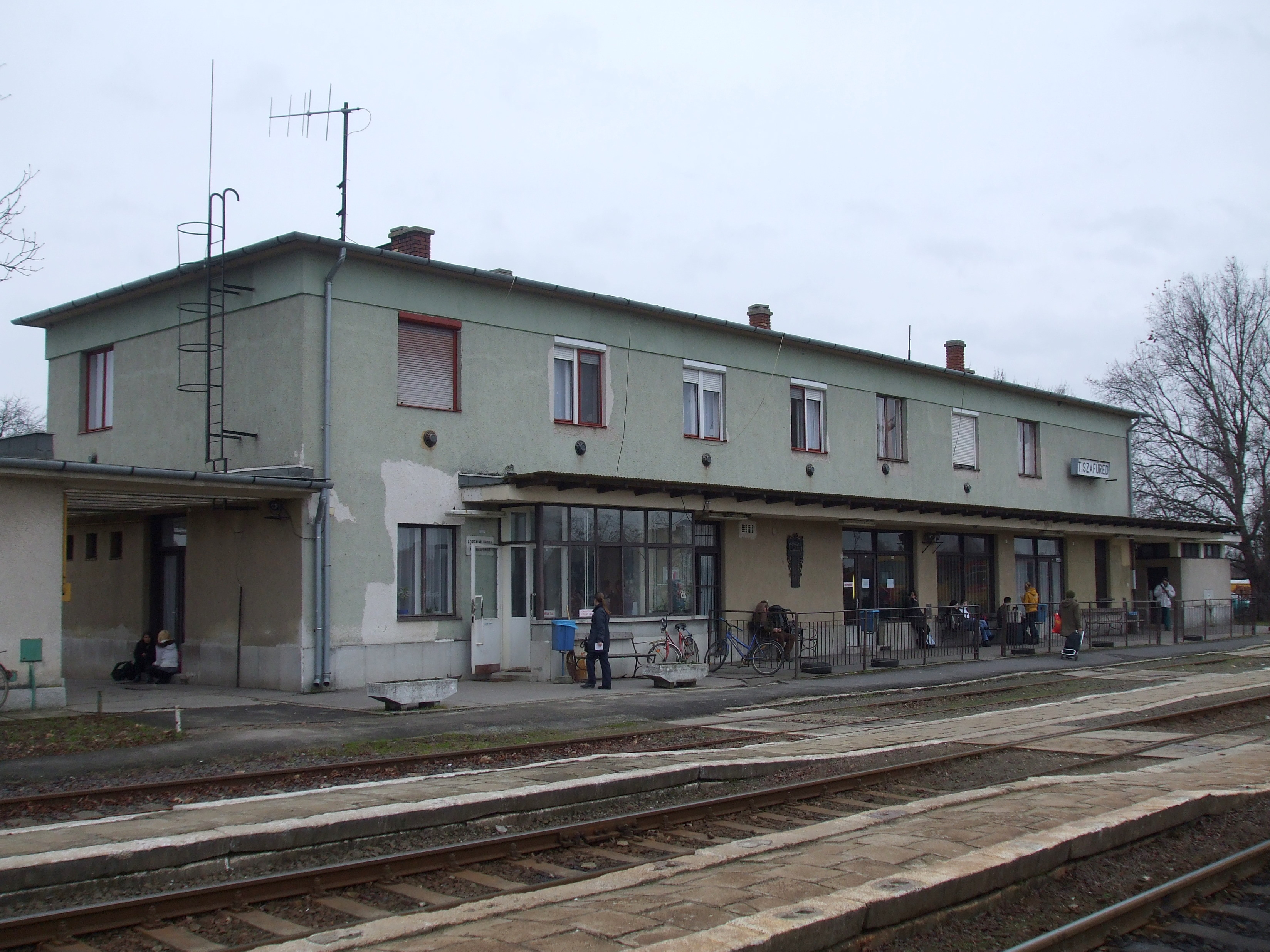
Tiszafüred